# Pyrrhia
Pyrrhia is een geslacht van nachtvlinders uit de familie Noctuidae.

## Soorten
- P. abrasa Draudt, 1950
- P. bifasciata Staudinger, 1888
- P. exprimens (Walker, 1857)
- P. hedemanni Staudinger, 1892
- P. immixta Dyar, 1925
- P. purpurina Esper, 1798
- P. stupenda Draudt, 1950
- P. treitschkei Frivaldsky, 1835
- P. umbra

Oranje o-vlinder Hufnagel, 1766
- P. victorina Sodoffsky, 1849